# Medrano (Hiszpania)
Medrano – gmina w Hiszpanii, w prowincji La Rioja, w La Rioja, o powierzchni 7,46 km². W 2011 roku gmina liczyła 299 mieszkańców.